# Zionskerk
De Zionskerk is een kerkgebouw aan de Hoofdstraat Oost 18 in Uithuizen. De kerkgemeente is aangesloten bij de PKN. Het gebouw uit 1866 verving een eerder gereformeerd kerkgebouw aan de Hoofdstraat in Uithuizen.
Na de kerkelijke afscheiding van 1834 werd in 1841 door de afgescheidenen Uithuizenaren de helft van een dubbel woonhuis aan de Hoofdstraat 62 aangekocht. In 1844 werd ook de andere helft van het pand aangekocht dat als pastorie zou worden gebruikt. Toen de kerkgemeente bleef groeien werd de belendende herberg 'De Roos', annex gemeentehuis, aangekocht. 

## 1866
Het oude kerkgebouw werd in 1866 afgebroken en werd er tijdelijk gekerkt in de boerderij aan de Heerdweg 3. Het enkele meters westwaarts opgetrokken nieuwe kerkgebouw werd in september 1866 in gebruik genomen. In 1892 werd een nieuwe toren gebouwd, het jaartal staat aangegeven op de windwijzer op de toren. De zaalkerk heeft een T-vormige plattegrond. Tussen 1900 en 1905 werd het aantal zitplaatsen van de kerk uitgebreid van 600 naar 832. Daarbij werd het bankenpatroon gewijzigd en werd de nieuwe kansel geplaatst tegen de westmuur. 
Het neogotische orgel van E.F. Walcker & Cie dateert uit 1878. Het orgel komt uit Frankfurt am Main en werd in 1907 in Uithuizen geplaatst. 
Toen de westmuur van het kerkgebouw uit ging wijken werd in 1918 een constructie met een kruisspant aangebracht tussen kap- en dakconstructie. In 1957 werden onder meer de preekstoel en borstweringen bekleed met triplex en werd het hele interieur glanzend grijs geverfd. In de zeventiger jaren van de twintigste eeuw werd eerst het verenigingsgebouw De Kandelaar nieuw gebouwd, in 1983 volgde nieuwbouw van de consistorie. 
Na de federatie met de Hervormde gemeente van Uithuizen in 2005 kreeg de Zionskerk haar huidige naam. De naam is afgeleid van de tekst 'De Heere zegene u uit Zion' op een van de kerkramen.

## Overige kerkgebouwen in Uithuizen
- Jacobikerk
- Jacobus de Meerderekerk
- Doopsgezinde kerk